# عبد الله السعد
عبد الله بن عبد الرحمن السعد (ولد 1381 هـ/ 1961 م) عالم ومحدِّث سعودي، من علماء أهل السنَّة والجماعة.

## ولادته ونشأته
وُلِدَ عبد الله بن عبد الرحمن بن محمد آل سعد المطيري عام 1382 هـ في الزبير في العراق، ونشأ منذ صغره مطالعًا للسنة النبوية. بعد دراسته الثانوية التحق بقسم العلوم الطبيعية، ولكن حُبِّب إليه دراسة العلوم الشرعية، فانتقل في السنة الثالثة إلى المعهد العلمي، وبعد أن أنهى الدراسة فيه التحق بجامعة الإمام محمد بن سعود الإسلامية كلية أصول الدين «قسم السُّنَّة» وفيها تخرَّج.

## مشايخه
1. الشيخ عبد العزيز بن عبد الله بن باز، وقد حضر دروس الشيخ التي كانت في الجامع الكبير، وكانت بعد صلاة الصبح، وبعد صلاة المغرب، وكان في ذلك الوقت في نهاية السنة الثانية من المرحلة الثانوية، أو في المعهد في الثالث ثانوي. يقول عن تلك المرحلة: حضرت كثيرا مجالس شيخنا الشيخ عبد العزيز بن باز، واستفدت كثيرا من مجالسه، وتعلمت في مجلسه عدة علوم، ومن ذلك الحكم على الأحاديث وعلى الرجال.
2. الشيخ عبد الله بن حميد، فقد حضر دروسه قُبيل وفاته بنحو سنة ونصف تقريبا عام 1401هـ، وكانت دروسه تعقد في المساء بعد صلاة المغرب، ويذكرُ أنّ الشيخ عبد العزيز الراجحي كان يقرأ عليه في كتاب «الكافي» مساء الثلاثاء، وأن الشيخ عبد العزيز بن عبد الله آل الشيخ كان يحضر أحياناً دروس الشيخ ابن حميد.
3. الشيخ محمد بن صالح العثيمين، فقد كان الشيخ يتردد عليه في عُنيزة في الإجازة الطويلة، وأقام في سكن قد هيأ لطلبة العلم، وكان عدد الطلبة في السكن ذلك الوقت عدد قليل، ثم كثروا فيما بعد. ويذكر أحد زملاءه الذين قد صحبوه في تلك الفترة أن الشيخ كان يشغل أوقات فراغه بالقراءة والمطالعة، حتى في الأيام التي لا يكون فيها دروس للشيخ ابن عثيمين.
4. الشيخ عبد الله بن عبد الرحمن الجبرين، فقد حضر الشيخ في مجالسه، وقرأ عليه يسيرا.
5. الشيخ فهد بن حمين الفهد، وقد كانت دروس الشيخ فهد في منزله في البطحاء، وكان يُقرأ عليه «تيسير العزيز الحميد» و«صحيح الإمام مسلم»، وممن كان يحضر مجلس الشيخ فهد: الشيخ عبد الله الخلف أحياناً، والشيخ سعد البريك، والشيخ محمد الشعلان وغيرهم، وكان هذا عام 1401 هـ تقريباً، وكان الشيخ في ذلك الوقت في السنة الثانية من المرحلة الثانوية.
6. الشيخ عبد الله الدويش، وكان الشيخ الدويش من كبار علماء الحديث في وقته، وقد قرأ الشيخ عليه يسيراً إبّان إقامته في عنيزة من كتاب «الجامع» لأبي عيسى الترمذي، وكان برفقته الشيخ عبد السلام بن برجس العبد الكريم، والشيخ سلطان بن عبد المحسن الخميس.
7. الشيخ عبد الرحمن بن ناصر البراك، حضر دروسه فترة يسيرة، وقد كانت في التوحيد، والنحو، وكان يقرأ عليه الشيخ سلطان بن عبد المحسن الخميس.
8. الشيخ صالح العلي الناصر، حضر دروسه فترة يسيرة، وكانت دروسه في الفقه وغيره بعد صلاة العشاء.
9. الشيخ عبد الله بن حمد الجلالي، حضر دروسه فترة يسيرة في التفسير عندما كان في القصيم.
10. الشيخ عبد العزيز المساعد، حضر دروسه فترة ليست بالطويلة وذلك عندما كان في القصيم.
11. الشيخ عبد الله بن عبد العزيز العقيل، وهو من كبار علماء الحنابلة في وقته، وقد درس عليه الفقه وأصوله في كتاب «الروض المربع»، و«مختصر الروضة»، ولا زال الشيخ عبد الله السعد يحضر عنده، ومن تواضع الشيخ ابن عقيل أن طلب من الشيخ السعد الإجازة، كما طلب منه أن يقدم لكتاب قام فيه أحد طلاب الشيخ ابن عقيل بـ(انتخاب أربعين حديثا من عوالي مسند الأحمد من برواية الشيخ ابن عقيل).
12. الشيخ عبد الله بن عبد الرحمن الغديان، وهو من كبار علماء الأصول في وقته، درس عليه في كتاب «القواعد» لابن رجب، وكتاب «الموافقات» للشاطبي، وكتاب «الفروق» للقرافي، وكتاب «أصول الفقه» لابن مفلح.
13. الشيخ سيد ساداتي، قرأ عليه القرآن الكريم من سورة الفاتحة إلى سورة النساء، وقرأ السعد القرآن على غيره أيضا، وكان الشيخ/سيد ساداتي يحضر بعض دروسه.
14. الشيخ حسن الحفظي، قرأ عليه في النحو، في كتاب «قطر الندى»، وكان معه: سلطان بن فهد الطبيشي، وهشام بن عبد العزيز الحلاّف وغيرهم، وقد كان هذا الدرس بطلبٍ من الشيخ.
15. الشيخ عبد الله بن عبد الرحمن البسام، درس عليه يسيراً في الفقه في كتاب «شرح الزركشي على مختصر الخرقي»، وفي أول كتاب «القواعد» لابن رجب، وكان معه: خالد بن صالح السويح، وعبد الله بن محمد الدهيشي، وعبد المجيد الوهيبي، وعبد المجيد العجلان، وكان هذا الدرس بطلبٍ من الشيخ.
16. الشيخ إسماعيل بن محمد الأنصاري، وقد لازمه الشيخ واستفاد منه كثيراً في الحديث وغيره، وقد كان الشيخ إسماعيل حريصاً على وقته جداً، ولذلك كان يَقْرأ بعض بحوثه على من يأتي عنده أحياناً، وقد أجازه في الحديث.
17. الشيخ حماد الأنصاري، زاره في المدينة، واستفاد منه، وقد أجازه في الحديث.
18. الشيخ: عبد الرزاق عفيفي، كان الشيخ يتردد عليه في آخر حياته، ويسأله ويستفيد منه، وقرأ عليه شيئاً من بحثٍ كان قد كتبه في البسملة.
19. الشيخ حمود بن عبد الله التويجري، كان الشيخ يتردد عليه، ويستفيد منه، وقد أجازه في الحديث.
20. الشيخ عبد الله بن حسن بن قعود، كان الشيخ يتردد عليه كثيراً، ويسأله ويستفيد منه، ويتباحث معه في المسائل والقضايا العلمية.
21. الشيخ محمد بن عمر العقيل، أبو عبد الرحمن الظاهري، وقد حضر بعض دروسه في «صحيح البخاري»، وكان يتردد عليه، وقد أجازه في الحديث.
22. الشيخ عبد العزيز المسند، درس عليه شيئا يسيراً في النحو.

ودرس على عددٍ من المشايخ في المعهد العلمي، وفي جامعة الإمام محمد بن سعود، فمن شيوخه في المعهد:
1. الشيخ عبد الله بن عبد الرحمن التويجري، دَرَّسه في الأصول وفي القرآن.
2. الشيخ محمد العلي البرَّاك، دَرَّسه في التفسير.[2]

ومن شيوخه في جامعة الإمام:
1. الشيخ عبد العزيز بن سعد التخيفي، دَرَّسه في الحديث، وقد تردَّد إليه في منزله، واستفاد منه.
2. الشيخ أحمد معبد عبد الكريم دَرَّسه في الحديث وعلومه.

### شيوخه في الإجازة
1- حمود بن عبد الله التويجري.
2- إسماعيل بن محمد الأنصاري.
3- حماد بن محمد الأنصاري.
4- عبد الله بن عبد العزيز العقيل.
5- محمد ياسين الفادني المكي.
6- أبو عبد الرحمن بن عقيل الظاهري محمد بن عمر العقيل.
وغيرهم، وللشيخ ثبت ببعض مروياته سماه «العُجالة ببعض أسانيدي إلى كتب الإسناد والرواية».

## مطالعاته
كانت للشيخ عناية بالمطالعة والقراءة منذ الصغر، فكان يقضي الكثير من وقته في القراءة، وكان يركز على كتب السلف وكتب شيخ الإسلام ابن تيمية وكتب ابن القيم وكتب أئمة الدعوة بعد كتاب الله وكتب السنة بعامة، وبالنسبة للصناعة الحديثية فقد كان الشيخ يُعنى بكتب المتقدمين، والكتب التي تعنى بنقل كلامهم، وكتب العلماء الذين ساروا على نهج الأوائل كابن عبد الهادي وابن رجب، ومن المعاصرين: المعلمي وغيرهم، مع مطالعته في كتب المتأخرى ن والاستفادة منها، وكان الشيخ يوصي من يريد تعلم الصناعة الحديثية أن يجمع بين الناحية النظرية والناحية التطبيقية، فيوصي بقراءة كتاب «التمييز» لمسلم و«الموقظة» للذهبي و«شرح العلل» لابن رجب و«النكت على ابن الصلاح» لابن حجر لأخذ الناحية النظرية، وبالقراءة في «تنقيح التحقيق» لابن عبد الهادي و«نصب الراية» للزيلعي، و«التلخيص الحبير» لابن حجر، و«تهذيب التهذيب» له أيضا، و«الميزان» للذهبي، ونحو هذه الكتب التي تعنى بنقل أقوال الأئمة المتقدمين، ليتعلم من خلالها طريقة ومناهج الأئمة في الجرح والتعديل، والتصحيح والتعليل.

## آثاره العلمية

### أولًا: المؤلفات
والمقصود بها المؤلفات التي كتبها الشيخ بخط يده، أو التي أملاها أو فُرغت من الأشرطة وراجعها الشيخ وأجاز نشرها، ومنها:
1- شرح جامع أبي عيسى الترمذي، لم يكمله.
2- بحث في أحاديث الجمع بين أدعية الاستفتاح.
3- بحث في حديث «صاحب اليمين أمين على صاحب الشمال» مخطوط.
4- رسالة في حكم زيارة آثار الصالحين مطبوع.
5- الحج أحكامه وصفته مطبوع.
6- حواشي على كتاب تقريب التهذيب لابن حجر.
7- حواشي وتعليقات على جملة من الكتب المتفرقة.
8- نبذة عن الشيخ عبد الرزاق العفيفي.
9- نبذة عن الشيخ إسماعيل الأنصاري.
10- أسباب مغفرة الذنوب مطبوع.
11- البدر التمام في بيان حكم بعض ما ورد في فضل رمضان مطبوع.
12- البرهان بوجوب اللجوء إلى الواحد الديان مطبوع.
13- فتح الواحد العلي في الدفاع عن صحابة النبي مطبوع.

### ثانيًا: تقديمات الكتب (التقاريظ)
وهي كثيرة، وفي الكثير منها يبسط الشيخ الكلام في بعض المسائل العلمية بما يكون بحثا مستقلا في تلك المسألة، ومنها:

#### في العقيدة:
- مقدمة كتاب بدع القبور.
- مقدمة كتاب التوضيحات الكاشفات.
- مقدمة كتاب شرح نواقض الإسلام.
- مقدمة كتاب من أحكام الكهانة.
- مقدمة كتاب الإبانة لما للصحابة من المنزلة والمكانة.
- مقدمة كتاب رفع اللائمة.
- مقدمة كتاب الصفدية لابن تيمية.
- مقدمة كتاب وقفات مع زيارة آثار الصالحين.

#### في الحديث:
- مقدمة كتاب الخبر الثابت.
- مقدمة كتاب منهج المتقدمين في التدليس.
- مقدمة كتاب طبقات المكثرين.
- مقدمة كتاب السلاسل المشهورة.
- مقدمة كتاب معرفة الرواة المكثرين.
- مقدمة كتاب تخريج أحاديث الكشاف.
- مقدمة كتاب عمدة الأحكام.
- مقدمة كتاب النكت على عمدة الأحكام.
- مقدمة كتاب الجزء العاشر من مسند يعقوب بن شيبة.
- مقدمة كتاب إشكال وجوابه في حديث أم حرام.
- مقدمة كتاب العلل الصغير للترمذي.
- مقدمة كتاب تنقيح التحقيق لابن عبد الهادي.
- مقدمة كتاب التعليقة على العلل لابن عبد الهادي.
- مقدمة كتاب دراسة حديثية لحديث أم سلمة.
- مقدمة كتاب تيسير الودود بتراجم رجال منتقى ابن الجارود

#### في الفقه وأصوله:
- مقدمة كتاب الآداب والأحكام المتعلقة بدخول الحمَّام لابن كثير.
- مقدمة كتاب كنوز الصلاة.
- مقدمة كتاب الاستسقاء.
- مقدمة كتاب صلاة الغائب.
- مقدمة كتاب الصيام من شرح العمدة لابن تيمية.
- مقدمة كتاب إرشاد الفحول للشوكاني.
- مقدمة كتاب كيف نفهم التيسير؟

#### في التاريخ الإسلامي:
- مقدمة كتاب صحيح أخبار صفين والنهروان وعام الجماعة.

#### في المنوعات:
- مقدمة كتاب فضائل الشام لابن رجب.
- مقدمة كتاب مجموع المنظومات.
- مقدمة كتاب الشعر النبطي.

### ثالثًا: الدروس
بدأ الشيخ في الاشتغال بالتدريس في حلق المساجد منذ سنة (هـ 1406) تقريبا، وكانت دروس الشيخ متنوعة منها ما هو في العقيدة، ومنها ما هو في التفسير، ومنها ما هو في الحديث، ومنها ما هو في الصناعة الحديثية، ومنها ما هو في الفقه وأصوله ومما امتاز به الشيخ في دروسه أنه يحرص على تربية طلابه على عدم قصر الاشتغال على الصناعة الحديثية، فهو دائما يقرن بين تقرير الصناعة الحديثية، وبين تقرير المسائل العلمية العملية التي يتضمنها الحديث، حسب مناسبة المقام.
* ومن الكتب التي شرحها الشيخ وعلق عليها – أو بعضا منها - في دروسه:
1- كتاب السنة لعبد الله بن أحمد.
2- كتاب التوحيد لابن خزيمة.
3- ثلاثة الأصول للشيخ محمد بن عبد الوهاب.
4- كتاب التوحيد للشيخ محمد بن عبد الوهاب.
5- نواقض الإسلام للشيخ محمد بن عبد الوهاب.
6- القواعد الأربع للشيخ محمد بن عبد الوهاب.
7- كشف الشبهات للشيخ محمد بن عبد الوهاب.
8- مسائل الجاهلية للشيخ محمد بن عبد الوهاب.
9- الدرر السنية.
10- حاشية ابن قاسم على كتاب التوحيد.
11- العقيدة الواسطية لابن تيمية.
12- صحيح البخاري.
13- صحيح مسلم.
14- سنن أبي داود.
15- الجامع للترمذي.
16- السنن الصغرى للنسائي.
17- السنن الكبرى له أيضا.
18- صحيح ابن خزيمة.
19- الإحسان في تقريب صحيح ابن حبان.
20- المنتقى لابن الجارود.
21- مسند أبي يعلى.
22- الأدب المفرد للبخاري.
23- الزهد لهنَّاد بن السري.
24- الزهد لوكيع بن الجراح.
25- الجامع الصغير للسيوطي.
26- المحرر لابن عبد الهادي.
27- بلوغ المرام لابن حجر.
28- الأربعين النووية للنووي.
29- تحفة الأشراف للمزي.
30- تهذيب التهذيب لابن حجر.
31- العلل لابن أبي حاتم.
32- العلل الكبير للترمذي.
33- التمييز للإمام مسلم.
34- الإلزامات للدارقطني.
35- رسالة أبي داود لأهل مكة.
36- شرح علل الترمذي لابن رجب.
37- الاقتراح لابن دقيق العيد.
38- الموقظة للذهبي.
39- نخبة الفكر لابن حجر.
40- الرسالة للشافعي.
41- آداب المشي إلى الصلاة للشيخ محمد بن عبد الوهاب.
42- تحفة اللبيب في شرح التقريب لابن دقيق العيد.
43- حجة الوداع من البداية والنهاية لابن كثير.
44- اختيارات شيخ الإسلام ابن تيمية.
45- الكافي لابن قدامة.
46- النهاية لابن كثير.

## دوراته الحديثية
1- قواعد الجرح والتعديل.
2- مقدمة في علم المصطلح.
3- مقدمة في علم الجرح والتعديل.
4- مباحث في الجرح والتعديل
5- ضوابط الجرح والتعديل.
6- دراسة تطبيقية في مصطلح الحديث.

## كلماته ومحاضراته
1- طلب العلم.
2- النصيحة.
3- منهج السلف في الرواية.
4- فقه السنة والصناعة الحديثية.
5- أربعة أسباب للوقاية من الفتن.
6- وجوب تعلم التوحيد والدعوة إليه.
7- دروس في العقيدة.
8- قواعد وضوابط في فهم ومعرفة التوحيد.
9- الدعوة إلى التوحيد.
10- من تشبه بقوم فهو منهم.
11- وتزودوا فإن خير الزاد التقوى.
12- الصلاة صفتها وأحكامها.
13- الصلاة قول وعمل.
14- الحج أحكامه رواية ودراية.
15- مناقشة الشيخ الألباني.
16- الذكر في رمضان.
17- نصيحة بمناسبة نهاية شهر رمضان.

## عنايته بالدعوة
للشيخ عبد الله عناية كبيرة بالدعوة، وله في ذلك رحلات كثيرة إلى سائر مناطق البلاد، ويقوم في هذه الرحلات بإلقاء الكلمات، وإقامة الدروس العلمية، وتعليم من يحتاج إلى تعليم، ويركز فيها على تعليم التوحيد والفرائض، والتحذير من الشرك والمعاصي، ويصحبه في هذه الرحلات بعض طلابه لمشاركته في النشاط الدعوي في المناطق التي يزورونها، كما أن الشيخ يرد عليه المستفتون في سائر الأوقات من أماكن متعددة، وترد عليه بعض الأسئلة من خارج البلاد أيضا، وخاصة في موسم الحج.

## دروسه ونماذج منها
يمكن تقسيم دروس الشيخ إلى ثلاثة أقسام:
1- الدروس التي يعد لها الشيخ، وأهمها: شرح الترمذي، وشرح النسائي، والدروس التي تكون في الدورات العلمية المكثفة.
2- الدروس التي تكون على شكل تعليقات يقررها الشيخ من ذاكرته، وهي دروس كثيرة يصعب حصرها، فمجالس الشيخ لا تخلو من قراءة في كتاب.
3- الدروس التي تكون في المكتبة، وهذه كالسابقة، ولكن تمتاز عنها بمراجعة بعض المعلومات، وبحث بعض الإشكالات في الكتب، ثم يلخص الشيخ النتيجة التي انتهى إليها البحث، وغالبا ما يكون ذلك على طريقة الإملاء.
في هذا القسم من الدروس قد يقوم بعض الطلبة بإعداد بعض البحوث مسبقا، ويُطلع الشيخ على ذلك البحث، وقد يطلب الشيخ مراجعة بعض المراجع فتراجع، ثم يعلق عليه الشيخ. مما تجدر الإشارة إليه هنا أن الشيخ يحرص في مثل هذه الدروس أن تجمع نسخ الكتاب الذي يقرأ؛ الخطي منها والمطبوع.